# Scott Kevan
Scott Kevan (* 2. Januar 1972 in Detroit, Michigan) ist ein US-amerikanischer Kameramann.

## Leben
Kevan begann seine Laufbahn als Kameramann in den 1990er Jahren und war zunächst als Kameraassistent und einfacher Kameramann tätig. Gegen Ende des Jahrzehnts arbeitete er schließlich auch als eigenständiger Kameramann, arbeitete aber auch bis in die 2000er Jahre als Oberbeleuchter und anderes. Sein Schaffen als Kameramann umfasst mehr als 40 Produktionen, seit 2013 vor allem Fernsehserien.

## Filmografie (Auswahl)
- 2000: Perfect Lover (The Woman Every Man Wants)
- 2002: Der Trip – Eine Liebe auf Umwegen (The Trip)
- 2002: Cabin Fever
- 2003: The Job … den Finger am Abzug (The Job)
- 2004: The Hollow – Die Rückkehr des kopflosen Reiters (The Hollow)
- 2004: Simple Lies (RX)
- 2005: Deepwater
- 2005: Tamara – Rache kann so verführerisch sein (Tamara)
- 2007: Stomp the Yard
- 2007: If I Had Known I Was a Genius
- 2007: Borderland
- 2007: Cleaner
- 2008: Hell Ride
- 2008: Death Race
- 2008: Nothing Like the Holidays
- 2009: Fame
- 2010: The Losers
- 2011: Darkest Hour (The Darkest Hour)
- 2012: Underworld: Awakening
- 2014: Erlöse uns von dem Bösen (Deliver Us from Evil)
- 2015–2016: CSI: Cyber (Fernsehserie)
- 2017: Outcast (Fernsehserie)
- 2017–2019: Gotham (Fernsehserie)